# Goodia oxytela
Goodia oxytela är en fjärilsart som beskrevs av Jordan 1922. Goodia oxytela ingår i släktet Goodia och familjen påfågelsspinnare. Inga underarter finns listade i Catalogue of Life.